# Аннослав
Аннослав (пол. Annosław) — село в Польщі, у гміні Реґнув Равського повіту Лодзинського воєводства.
Населення — 260 осіб (2011).
У 1975-1998 роках село належало до Скерневицького воєводства.

## Демографія
Демографічна структура станом на 31 березня 2011 року:
|          | Загалом | Допрацездатний вік | Працездатний вік | Постпрацездатний вік |
| -------- | ------- | ------------------ | ---------------- | -------------------- |
| Чоловіки | 130     | 26                 | 82               | 22                   |
| Жінки    | 130     | 28                 | 71               | 31                   |
| Разом    | 260     | 54                 | 153              | 53                   |